# Замок Крех
За́мок Крех (англ. Creagh Castle) — один із замків Ірландії, розташований біля селища Донарейл, в графстві Корк — у північній його частині.

## Історія замку Крех
Давній замок Крех був збудований в 1730 році, але в 1775 році він був знищений вогнем. Нинішній будинок був збудований в 1816 році зі збереженням давнього фасаду. На цьому місці у більш давні часи стояла вежа норманського типу, що частково збереглася. Замок Крех придбав доктор Джон Крех наприкінці XVIII століття і передав у спадок своїй дочці Мері та її чоловікові Кілнеру Бруку Бразеру. У 1779 році Кілнер Брук Бразер з Ріверса та Баллівара, що поблизу Ліса, Ліммерік, одружився з Мері Крех — дочкою і спадкоємицею Джона Креха. Вони мали п'ятеро синів і п'ять дочок. Замок успадкував їх другий син Джон Бразер-Крех, що взяв собі друге прізвище Крех. Він вирішив перебудувати замок і спорудив нинішню будівлю на місці більш давнього замку у 1802 році. Будівництво закінчив в 1816 році. Більш давня споруда замку була знищена пожежею. У 1801 році він одружився з Елізабет — єдиною дочкою і спадкоємицею Чарльза Вайденгама, що володів замком Вайденгам, що біля Кастлтаунрох, графство Корк. У них була єдина донька, що одружилась з Генрі Мітчеллом Смітом з Баллінотрі, графство Вотерфорд. Замок успадкували брати Джона — Вільям Джонсон Бразер Крех та Джордж Бразер Крех. Останній володів ще нерухомістю в Клонферті, баронство Дугаллоу, в Дромдауні, баронство Оррері, в Кілморі, в Донагморі, баронство Східне Мускеррі, в Касттаунрох, в Донерайлі, в Волстауні, баронство Фермой. У ХІХ столітті оцінку нерухомості Ірландії проводив Гріффіт. На той час замком володів Джордж Прайм Бразер Крех. Замок оцінили в 50 фунтів стерлінгів. У липні 1858 року продавалася земля, що належала Джорджу Базер-Креху біля міста Корк, біля міста Лімерік, та земля площею 1785 акрів в баронстві Гленарут, графство Керрі. У січні 1868 року земля, що здавалась в оренду Джорджу Мейлеру в Південному Кіллвені була виставлена на продаж. У 1870 році Джордж Бразер Крег володів землею площею 2873 акри в графстві Корк. Нащадки Джорджа продовжували жити в замку Крех до 1930-х років. У 1906 році замок оцінили в 44 фунти стерлінгів. У 1911 році замок був добудований і розширений. На той час в замку жив капітан Джон Бразер Крех. У 1940 році Ірландська туристична асоціація повідомляла, що замком володіє родина Коппергер.